# جزاع سوداني
جزاع سوداني (الاسم العلمي: Ptychadena schillukorum) (بالإنجليزية: Schilluk ridged frog) ، تنتمي للفصيلة ضفادع المراعي .